# David Bowie (album 1967)
| Recensione     | Giudizio |
| -------------- | -------- |
| Ondarock       | 5/10     |
| AllMusic       |          |
| Rolling Stone  |          |
| Sputnikmusic   |          |
| Piero Scaruffi | 3/10     |

David Bowie è il primo album in studio del cantante inglese David Bowie, pubblicato nel 1967 dalla Deram Records e ristampato su compact disc per la prima volta nel 1983.
Tutte le tracce dell'album sono presenti anche nelle raccolte Images 1966-1967 del 1973 e The Deram Anthology 1966-1968 del 1997. Altre pubblicazioni in cui si trovano molte delle tracce includono The World of David Bowie del 1970, David Bowie: The Collection del 1985 e The Gospel According To David Bowie del 1993.

## Storia
Dopo aver militato per più di quattro anni in band semi-amatoriali come i King Bees, i Manish Boys e i Lower Third, nel 1966 Bowie era un cantante relativamente sconosciuto con sei singoli di scarso successo all'attivo pubblicati con tre etichette diverse.

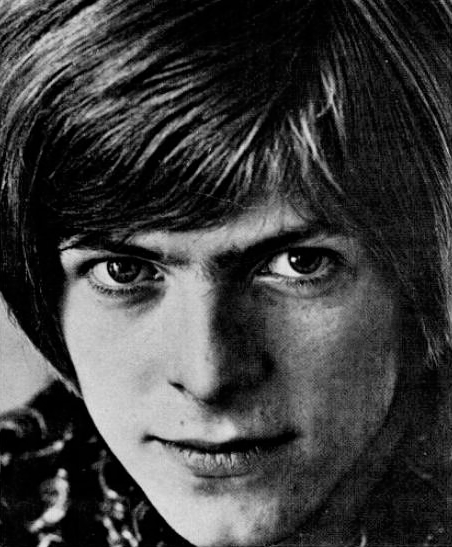
David Bowie nel 1967.

Insieme a The Buzz, il gruppo che lo accompagnava in questo periodo, recuperò alcuni dei suoi vecchi pezzi e il manager Kenneth Pitt decise di registrarli con l'intenzione di avere abbastanza materiale per un EP. Il 18 ottobre, agli R.G. Jones Studios di Londra vennero incise Rubber Band, The London Boys e The Gravedigger, che poi sarebbe diventata Please Mr. Gravedigger. Tony Hall e Hugh Mendl, A&R della Decca Records, rimasero colpiti dal risultato e quattro giorni dopo Pitt incontrò il produttore Mike Vernon e riuscì ad ottenere il contratto con la sussidiaria Deram Records per la registrazione del primo album di Bowie.
Si trattò di un debutto spiazzante, soprattutto considerando il periodo in cui furono scritte le canzoni, una raccolta di storie disperate in apparenza senza un filo conduttore o un tema che potessero dare qualche indizio del suo passato. Dopo una pur breve carriera passata dall'R&B al jazz, dal rock 'n' roll al pop, con questo album David evidenziò nuovi interessi per il vaudeville e il teatro musicale leggero di inizio novecento, per la musica classica (soprattutto Stravinskij, Dvořák e Vaughan Williams) così come per il buddhismo e il travestimento.
Molti dei testi facevano riferimento alla recitazione e al grande schermo ma anche alla sorte degli emarginati e alla vita notturna della Swinging London, temi ricorrenti nei successivi dischi di Bowie. Accanto alle melodie da filastrocca di There Is a Happy Land e When I Live My Dream, che evocavano in modo colorito l'innocenza dell'infanzia e che rimandavano alle storie illustrate per bambini di Randolph Caldecott, si potevano rilevare tematiche parallele a quelle delle sue opere della maturità. We Are Hungry Men prefigurava i temi orwelliani e messianici, She's Got Medals anticipava la commistione di generi disparati mentre Come and Buy My Toys rimandava al territorio folk acustico che avrebbe esplorato con Space Oddity.
Nella speranza che Bowie potesse farsi un nome come cantautore, prima della pubblicazione il manager Kenneth Pitt inviò a gruppi e musicisti americani come Peter, Paul and Mary, Judy Collins, Big Brother and the Holding Company, Joan Baez e Jefferson Airplane, l'acetato di diverse tracce tra cui Join the Gang, When I Live My Dream e There is a Happy Land. Le offerte vennero rifiutate, ad eccezione di Silly Boy Blue che fu incisa da Billy Fury nel 1968.

### Influenze
(Anthony Newley, 1992)

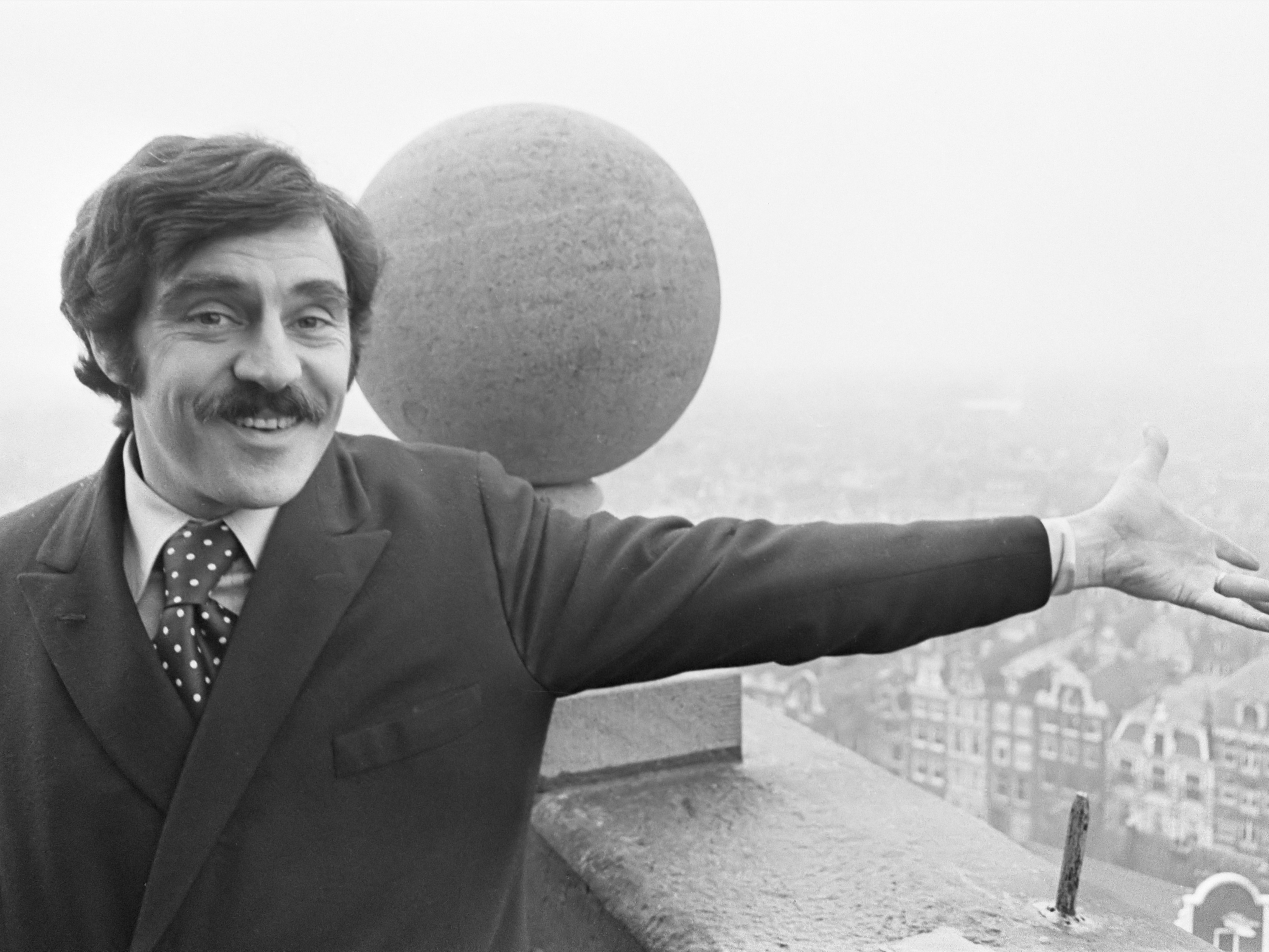
Anthony Newley, principale ispirazione per lo stile vocale di David Bowie in questo periodo.

David Bowie è visto spesso come una "trovata da varietà" derivata da un flirt stilistico con Anthony Newley e lo stesso Bowie durante la registrazione confessò a Mike Vernon di essere un ammiratore del cantante e attore inglese dal caratteristico accento cockney. Anche le orchestrazioni presenti in dischi come Tony del 1961 o canzoni come Strawberry Fair dell'anno precedente dettero un contributo al suono che David conferì all'album. Come dichiarò il tecnico del suono Gus Dudgeon, futuro produttore del brano Space Oddity, «se la prendeva con Mike Vernon e me perché avevamo detto "Bowie è veramente bravo e le sue canzoni sono grandi, ma sembra Anthony Newley"».
L'album è considerato, secondo la definizione del biografo Buckley, «un'opera giovanile tendente al servilismo affrontabile soltanto da chi possiede una soglia di imbarazzo sufficientemente alta», e Bowie stesso ha confessato nel 1990: «Quella roba tipo Tony Newley, che piaggeria... No, non ho molto da dire a suo favore. Quanto ai testi, immagino che stessi cercando una mia dimensione da narratore di storie brevi. Musicalmente è piuttosto stravagante... sembrava avere le sue radici dappertutto, nel rock, nel vaudeville, nella rivista o non so che altro. Non so se ero Max Miller o Elvis Presley».
In realtà le somiglianze vocali con Newley affiorano solo in brani come Love You Till Tuesday, Little Bombardier e She's Got Medals e un'altra influenza è presente nell'album, come ha ricordato Bowie anni dopo: «Avevo l'abitudine di andare al Marquee Club con Marc Bolan, già da prima di pensare alla possibilità di diventare famosi. Eravamo incredibilmente ispirati da Syd Barrett, c'era una sorta di misticismo spaziale intorno a Syd...» L'album presenta infatti una miscela di folk e brevi storie che trae molti spunti dal versante più commerciale del nascente rock psichedelico inglese. Il tema della nostalgia del tempo di guerra, le evocazioni di innocenza infantile e il campionario di disadattati sociali sono tutti coerenti con i lavori contemporanei dei Pink Floyd, della Bonzo Dog Doo-Dah Band e persino dei Beatles, che l'anno prima avevano proposto le storie di persone solitarie e sottomarini gialli in Revolver e che pubblicarono Sgt. Pepper's Lonely Hearts Club Band lo stesso giorno di David Bowie.

### Registrazione
Le sessioni iniziarono il 14 novembre 1966 con la registrazione di Uncle Arthur e She's Got Medals nello studio 2 della Decca a West Hampstead, sotto l'attenta direzione del manager Kenneth Pitt. Mike Vernon, che aveva già lavorato per un gran numero di artisti tra i quali John Mayall, era più orientato verso il blues che al music-hall: «Non dico che abbiamo proprio lottato ma è stata un'avventura», ha ricordato nel 2009, «non ero sicuro di cosa farne in quel periodo, né se fosse commerciale, ma come sempre ho messo da parte simpatie e antipatie e sono andato avanti. Fu un disco molto molto bizzarro e unico, ideale per la Deram». Vernon si accorse subito che Bowie «aveva un enorme talento, un carisma molto definito, era solo questione di tempo».
Il produttore fu assistito da Gus Dudgeon che pure apprezzò il lavoro dicendo a David Buckley che «la musica era molto cinematografica, tutto molto suggestivo, molto onesto e spontaneo e perciò unico». Il bassista dei Buzz, Derek Fearnley, che aiutò David negli arrangiamenti, ricordava un metodo di collaborazione più o meno simile a quello che il cantante avrebbe usato trent'anni dopo. «Aveva una canzone nella sua forma base e la sviluppavamo insieme. Diceva, "mi piacerebbe avere un violino" e io dicevo, "sì, manteniamo un tocco sentimentale, mettiamoci un trombone" e lui diceva che era una grande idea. Era così maledettamente ispirato... mi ha stimolato su cose che altrimenti non avrei mai potuto fare». Essendo in possesso di una preparazione musicale piuttosto rudimentale i due acquistarono un manuale, l'Observer's Book of Music, per cercare di comprendere i termini usati dai musicisti di Vernon, molti dei quali provenivano dalla London Philharmonic Orchestra.
Il 24 novembre vennero registrate There is a Happy Land, We Are Hungry Men e Join the Gang. I Buzz tennero l'ultimo concerto il 2 dicembre a Shrewsbury prima di sciogliersi, ma continuarono a partecipare alle sessioni fino al 25 febbraio 1967 quando le rimanenti tracce furono incise.

## Pubblicazione e accoglienza
(Kenneth Pitt, nota sul retro di copertina)
L'album uscì il 1º giugno 1967 in Europa, Stati Uniti, Australia e Nuova Zelanda. Kenneth Pitt spedì alcune copie a persone con cui aveva contatti nel modo dello spettacolo per sollevare interesse nei confronti del cantante, ricevendo anche lettere di congratulazioni. Dal lato delle vendite l'impatto non fu però quello sperato, anche perché Tony Hall, che si occupava della promozione e che aveva avuto un ruolo chiave nell'assicurare il contratto a Bowie, era passato ad un'altra società ancora prima dell'uscita del disco e David aveva perso il suo referente all'interno della compagnia.
Ciò nonostante l'album ricevette alcune critiche sostanzialmente positive. Allen Evans di NME lo definì «molto innovativo» e ritenne Bowie «un talento molto promettente», sottolineando «una notevole freschezza di suono negli arrangiamenti leggeri di David e Derek Fearnley». La rivista Disc and Music Echo parlò di «un album di debutto notevole e creativo di un diciannovenne londinese», aggiungendo: «Ecco un nuovo talento che merita attenzione perché, sebbene David Bowie non abbia una gran voce, sa porgere le parole con una certa impertinenza che risulta accattivante, anche se non precoce... piena di astratto fascino».
Anche negli Stati Uniti, dove uscì senza le tracce We Are Hungry Men e Maid of Bond Street, l'album si rivelò un fallimento commerciale nonostante una massiccia campagna pubblicitaria nelle stazioni radio e sulla stampa specializzata.
Ma l'album portò anche qualcosa di buono come l'attenzione che destò in Lindsay Kemp, tanto che nel marzo 1968 David inserì alcune delle tracce nello spettacolo teatrale Pierrot in Turquoise. Un altro aspetto positivo fu il risultato di una audizione alla BBC che gli consentì di registrare la sua prima sessione radiofonica il 18 dicembre 1967. Il produttore di Top Gear, Bernie Andrews, si era rivelato un ammiratore dell'album e la vigilia di Natale il programma venne trasmesso su Radio 1.

## Copertina
Le foto in primo piano sulla copertina e sul retro vennero scattate nello studio-cantina di Gerald Fearnley, fratello del bassista Derek, situato sotto una chiesa in Bryanston Street vicino a Marble Arch dove David aveva fatto le prove durante la registrazione dell'album. «Quella giacca militare, ne andavo molto fiero... era di sartoria», ricordò anni dopo circa l'abbigliamento che aveva scelto a complemento del taglio di capelli da paggetto.

## Tracce
Testi e musiche di David Bowie.
Lato A
1. Uncle Arthur – 2:07
2. Sell Me a Coat – 2:58
3. Rubber Band – 2:17
4. Love You Till Tuesday – 3:09
5. There Is a Happy Land – 3:11
6. We Are Hungry Men – 2:58
7. When I Live My Dream – 3:22

Lato B
1. Little Bombardier – 3:24
2. Silly Boy Blue – 3:48
3. Come and Buy My Toys – 2:07
4. Join the Gang – 2:17
5. She's Got Medals – 2:23
6. Maid of Bond Street – 1:43
7. Please Mr. Gravedigger – 2:35

### Bonus disc dell'edizione deluxe 2010
Testi e musiche di David Bowie. Le tracce sono in mono, tranne dove indicato.
1. Rubber Band (versione 45 giri, 1966) – 2:01
2. The London Boys (lato B di Rubber Band) – 3:19
3. The Laughing Gnome (45 giri, 1967) – 2:56
4. The Gospel According to Tony Day (lato B di The Laughing Gnome) – 2:46
5. Love You Till Tuesday (versione 45 giri, 1967) – 2:59
6. Did You Ever Have a Dream (lato B di Love You Till Tuesday) – 2:06
7. When I Live My Dream (versione arrangiata da Ivor Raymonde, 1967) – 3:49
8. Let Me Sleep Beside You (inedita, 1967) – 3:24
9. Karma Man (inedita, 1967) – 3:03
10. London Bye Ta-Ta (inedita, 1970) – 2:36
11. In the Heat of the Morning (inedita, 1968) – 2:44
12. The Laughing Gnome (45 giri, 1967, stereo) – 2:59
13. The Gospel According to Tony Day (lato B di The Laughing Gnome, stereo) – 2:49
14. Did You Ever Have a Dream (lato B di Love You Till Tuesday, stereo) – 2:05
15. Let Me Sleep Beside You (inedita, 1967, stereo) – 3:20
16. Karma Man (inedita, 1967, stereo) – 3:03
17. In the Heat of the Morning (inedita, 1968, stereo) – 2:58
18. When I'm Five (inedita, 1968) – 3:05
19. Ching-a-Ling (inedita, 1968, stereo) – 2:48
20. Sell Me a Coat (remix, 1969) – 2:58
21. Love You Till Tuesday (sessione BBC, 18 dicembre 1967) – 2:56
22. When I Live My Dream (sessione BBC, 18 dicembre 1967) – 3:33
23. Little Bombardier (sessione BBC, 18 dicembre 1967) – 3:25
24. Silly Boy Blue (sessione BBC, 18 dicembre 1967) – 3:22
25. In the Heat of the Morning (sessione BBC, 18 dicembre 1967) – 4:16

## Formazione
- David Bowie - voce, chitarra, sax
- Derek Fearnley - basso
- John Eager - batteria
- Derek Boyes - organo

## Descrizione dei brani

### Uncle Arthur
La traccia di apertura è una tragicommedia incentrata sulla figura di un triste ed eccentrico trentenne che legge ancora i fumetti, protetto dalla figura materna da ogni contatto con il sesso femminile. Un giorno, nel tranquillo quadretto familiare irrompe Sally e Arthur la segue, tranne pentirsi presto di essersi sposato e tornare a rifugiarsi in seno alla madre. Il fatto che il protagonista sia nominato solo come "zio Arthur" rivela forse il punto di vista di un bambino, aspetto comune ad altre tracce dell'album, con i pasticci della vita di un adulto risolti dalla logica infantile.

### Sell Me a Coat
Malinconica ballata in cui il simbolismo, l'estate come immagine di amore e felicità, l'inverno come disperazione e frigidità, si sovrappone all'alternarsi di versi lenti e sommessi con un ritornello dal ritmo più vivace. Nel marzo 1968 Bowie eseguì il brano nello spettacolo teatrale Pierrot in Turquoise di Lindsay Kemp e l'anno successivo venne inserito nel video album Love You Till Tuesday, con una strumentazione supplementare e i cori dei Feathers, ovvero la sua compagna di allora Hermione Farthingale e John Hutchinson.

### Rubber Band
Il brano con il quale il manager Kenneth Pitt riuscì ad ottenere il contratto con la Deram Records venne registrato il 18 ottobre 1966 e due mesi più tardi venne pubblicato come 45 giri. La malinconica storia di un veterano della prima guerra mondiale che si vede portar via la donna dal direttore di una banda musicale si rivelò un insuccesso, ciò nonostante Rubber Band venne registrata nuovamente per l'album, in una versione un po' più lenta e con alcune differenze nel testo.

### Love You Till Tuesday
Con una melodia orecchiabile e un testo che rappresenta un esempio di cinismo da uomo di mondo mascherato da esaltazione dell'amore libero, Love You Till Tuesday cattura David Bowie al culmine della sua infatuazione per lo stile vocale di Anthony Newley. Una seconda incisione effettuata due giorni dopo l'uscita dell'album, con una nuova parte cantata e un arrangiamento per archi del musicista Ivor Raymonde, venne pubblicata come secondo e ultimo singolo estratto.

### There Is a Happy Land
In questo brano crepuscolare ispirato a William Blake l'innocenza infantile è vista come un paradiso metaforicamente separato dall'incombente oscurità dell'età adulta, con i suoi ranghi e corporazioni, leggende e fazioni sconosciute ai "maturi". Il testo rivela fantasie classiche dell'infanzia come Tiny Tim e Charlie Brown al fianco di personaggi creati da Bowie e la musica ha forse uno degli arrangiamenti più ambiziosi dell'album, con un assolo iniziale di quello che sembra una celesta e un altro successivo di un corno francese.
Il brano fu scelto dalla Deram come lato B della versione statunitense di Rubber Band, al posto di The London Boys che venne rimpiazzata a causa delle obiezioni riguardo ai riferimenti alla droga contenuti nel testo.

### We Are Hungry Men
Intitolato in origine We Are Not Your Friends ed escluso dall'edizione statunitense dell'album, il brano è un graffiante dramma fantascientifico che si apre con la voce di Gus Dudgeon nei panni di un annunciatore che si propone di adottare misure drastiche come il cannibalismo per combattere la sovrappopolazione. Il testo suggerisce che Bowie avesse letto autori come G.J. Ballard e Brian Aldiss e racconti di fantascienza inglese degli anni cinquanta e sessanta come Morte dell'erba, Il giorno dei trifidi, I figli dell'invasione e soprattutto Largo! Largo! di Harry Harrison.
Pur lasciando intravedere temi che in seguito diventeranno familiari nelle opere di Bowie, come le società distopiche e le figure messanico-fasciste di Cygnet Committee, The Supermen e di molto del materiale di Diamond Dogs, l'atmosfera è più ironica che inquietante e le interiezioni di un nazista da fumetti raggiungono il picco della follia accompagnate dal suono stridente dei corni.

### When I Live My Dream
Si tratta di uno dei punti fermi del primo repertorio di Bowie, una canzone d'amore che rivela un certo senso di sofferenza mentre la tendenza del cantante a drammatizzare le sue emozioni in forma cinematografica prefigura le fantasie da grande schermo di numerosi testi successivi. Nel 1969 ricevette il riconoscimento per la miglior produzione al Festival Internazionale del Disco di Monsummano Terme, il primo passaggio ufficiale di David in Italia.

### Little Bombardier
Questo nostalgico valzer da luna park, uno dei pochissimi brani di Bowie scritti in 3/4, è un altro esempio della sua abilità nel tratteggiare le varie tipologie umane e le loro storie. Trombone, archi e pianoforte fanno da sottofondo al racconto di un anziano veterano di guerra che allontana la solitudine e l'alcolismo in un cinema, fino al giorno in cui due bambini gli offrono di nuovo la gioia di vivere. La storia non ha un lieto fine e il protagonista, sospettato di pedofilia, viene bandito dalla città.
Little Bombardier venne inclusa nella prima sessione BBC registrata il 18 dicembre 1967 per il programma Top Gear.

### Silly Boy Blue
Ispirato dal libro di Heinrich Harrer del 1953 Sette anni nel Tibet e dall'incontro con il rifugiato Chimi Youngdong Rimpoche, Silly Boy Blue rappresenta uno dei primi segnali della "fase buddhista" di David Bowie. Un demo era già stato registrato già nel 1965, anche se in quel caso il testo aveva molto più a che vedere con la Londra suburbana che con il Tibet.

### Come and Buy My Toys
Accompagnato solo da una chitarra folk a dodici corde, Bowie riprende le atmosfere di There Is a Happy Land, anche se in questo caso manca il senso di mistero e minaccia, descrivendo un idillio di fanciulle sorridenti e rosei ragazzi i cui anni felici avranno presto fine. L'invito è quello a godere della gioia e della spensieratezza dell'infanzia prima che le responsabilità dell'età adulta prendano il sopravvento.

### Join the Gang
Accompagnato da una serie di cliché pop di metà anni sessanta, dal sitar che rimanda alle influenze orientali rese popolari da George Harrison alla batteria funky ed una linea di pianoforte honky tonk, Bowie dipinge con un leggero senso di disillusione il cinico ritratto di una serie di personaggi archetipi della Swinging London: la modella da manifesti pubblicitari, il cantante rock perennemente ubriaco, l'esistenzialista.
Join the Gang fu una delle poche canzoni dell'album ad essere eseguita con i Buzz nelle ultime date dal vivo di fine 1966.

### She's Got Medals
Oltre all'ironico antimilitarismo già presente in altri brani dell'album, in questa traccia si trovano i primi accenni dell'interesse di Bowie per l'ambiguità sessuale e il travestimento. Racconta di una ragazza che si arruola nell'esercito sotto sembianze maschili per sfidare la morte in un bombardamento aereo e farsi congedare come donna, salvo decidere di disertare all'ultimo momento.
A metà degli anni sessanta "medals" era un'espressione gergale usata come sinonimo di "balls", che in origine derivava dalla diceria secondo la quale le "medaglie del Bengala" erano tanto comuni da essere usate dai soldati come bottoni per i pantaloni.

### Maid of Bond Street
La penultima traccia dell'album è caratterizzata da un pianoforte da teatro vaudeville, una linea vocale sincopata e un testo che riprende i temi affrontati in brani precedenti sulle vite frustrate del "sottobosco" londinese di metà anni sessanta. La celebrità e l'ostentazione dell'apparenza sono viste come le uniche garanzie di successo e, come nel caso di Little Bombardier, non mancano i riferimenti alla fantasia che vede la finzione cinematografica come antidoto contro una grigia esistenza.
Così come We Are Hungry Men, anche Maid of Bond Street venne esclusa dall'edizione statunitense dell'album.

### Please Mr. Gravedigger
La prima versione di questo bizzarro poema in musica faceva parte dei tre brani con il quale Kenneth Pitt riuscì ad ottenere il contratto con la Deram nell'ottobre 1966. Per la versione dell'album gli strumenti musicali furono sostituiti da effetti sonori atmosferici per fare da sottofondo alla storia di un infanticida che, dopo aver ucciso e sepolto nel cimitero di Lambeth una bambina di 10 anni, tra singhiozzi e starnuti si rivolge al becchino con l'intenzione di seppellire lui stesso.
Come ricordò Gus Dudgeon, in quel periodo Bowie adottava metodi poco ortodossi per entrare nella parte: «Me lo ricordo ancora, piazzato in mezzo alla stanza con un paio di calosce e il bavero rialzato come se si trovasse sotto la pioggia, ingobbito, che rimescola in una scatola piena di ghiaia». Dudgeon rivelò anche la strana sensazione provata quando in alcuni punti del brano il cantante abbreviò "Mr. Gravedigger" in "Mr. GD": «Sono le mie iniziali, e la cosa mi dava un po' fastidio!».
Please Mr. Gravedigger venne eseguita dal vivo il 16 marzo 1968 nella trasmissione 4-3-2-1 Musik Für Junge Leute del canale tedesco ZDF. Una cover è stata pubblicata nel 2003 da Des de Moor e Russell Churney nell'album tributo Darkness and Disgrace.

## Riedizioni
A partire dal 1973 l'album è stato ripubblicato diverse volte e nel 1983 è uscita la prima versione in compact disc. Nel 2010 è uscito in edizione rimasterizzata e in una versione deluxe che includeva, oltre al bonus disc, un CD con l'album originale, sia in versione mono che stereo, e un booklet con molti riferimenti e informazioni sul periodo Deram di David Bowie.
| Anno | Formato | Etichetta       | Paese            | Note                             |
| ---- | ------- | --------------- | ---------------- | -------------------------------- |
| 1973 | LP      | King Records    | Giappone         |                                  |
| 1981 | LP      | Deram Records   | Europa           |                                  |
| 1983 | CD      | London Records  | Europa           |                                  |
| 1984 | LP      | Deram           | Europa           |                                  |
| 1988 | CD      | Deram           | USA              |                                  |
| 1988 | CD      | Deram           | Europa           | Edizione rimasterizzata          |
| 1989 | CD      | Deram           | Giappone         |                                  |
| 1998 | CD      | Rebound Records | USA              |                                  |
| 2010 | CD      | Deram/Universal | Europa, Giappone | Edizione rimasterizzata e deluxe |
| 2016 | SHM-CD  | Deram           | Giappone         | Edizione rimasterizzata          |